# Altendorfer Bach (Swist)
Der Altendorfer Bach (im Oberlauf auch Hilberather Bach) ist ein 10 km langer, linker Nebenfluss der Swist im nordrhein-westfälischen Rhein-Sieg-Kreis.
Der Altendorfer Bach ist ein löss-lehmgeprägter Tieflandbach.

## Geographie

### Verlauf
Der Altendorfer Bach entspringt als Hilberather Bach südlich der Rheinbacher Ortschaft Todenfeld auf einer Höhe von 380 m ü. NHN.
Der Bach fließt zunächst in östlicher Richtung. Mit Aufnahme des Pläzer Bachs von rechts fließt er vorwiegend in nordöstlicher Richtung.
Er fließt durch die Meckenheimer Ortschaft Altendorf, die auch namengebend ist. Danach unterquert er die A 61, fließt entlang der A 565 und mündet schließlich südlich von Meckenheim, nahe der Burg Münchhausen auf 176 m ü. NHN von links in den Erft-Zufluss Swist.
Auf seinem 10 km langen Weg erfährt der Bach ein Gefälle von 204 Metern, was einem mittleren Sohlgefälle von 20 ‰ entspricht.

### Einzugsgebiet
Das rund 11,5 km² große Einzugsgebiet des Altendorfer Bachs erstreckt sich vom Münstereifeler Wald und Nördlichen Eifelfuß bis zur Jülich-Zülpicher Börde und wird durch ihn über die Swist, die Erft und den Rhein in die Nordsee entwässert.
Es grenzt
- im Süden an das Einzugsgebiet der Ahr;
- im Osten an das des Essigbachs und
- im Westen an das der Ersdorfer Bachs.

Der südliche Bereich des Einzugsgebiets ist überwiegend bewaldet und im nördlichen dominieren landwirtschaftliche Nutzflächen. Die höchste Erhebung ist eine namenlose Kuppe bei Todenfeld mit einer Höhe von 406,9 m ü. NHN.
Im südlichen Teil des Einzugsgebiets liegt das 63,1 ha große Naturschutzgebiet Altendorfer und Hilberather Bach. und nahe der Mündung das 7 ha große Naturschutzgebiet Weesgesweg.

### Zuflüsse
| Stat. in km | Name        | GKZ      | Lage   | Länge in km | EZG in km² | MQ in l/s | Mündungshöhe in m ü. NHN |
| ----------- | ----------- | -------- | ------ | ----------- | ---------- | --------- | ------------------------ |
| 007,90      | N. N.       | 27422-12 | rechts | 001,6430    | 0000,6750  | 0001,680  | 29500000                 |
| 006,90      | Pläzer Bach | 27422-2  | rechts | 001,6750    | 0001,2120  | 0003,100  | 27000000                 |
| 004,80      | Selwigbach  | 27422-4  | rechts | 001,7210    | 0000,9460  | 0002,080  | 23400000                 |

Anmerkungen zur Tabelle
1. ↑  Gewässerkennzahl, in Deutschland die amtliche Fließgewässerkennziffer mit zur besseren Lesbarkeit eingefügtem Trenner hinter dem Präfix, das einheitlich für den allen gemeinsamen Vorfluter Altendorfer Bach steht.